# ピーター・ガブリエル
ピーター・ブライアン・ガブリエル（Peter Brian Gabriel、1950年2月13日 - ）は、イギリスのミュージシャン。ロック・バンド「ジェネシス」の初代ボーカリストであり、ソロ転向後も成功を収めた。かな書きでは英語での発音により近く、ピーター・ゲイブリエルとも表記される。
「グラミー賞」6冠。2010年にジェネシス名義、2014年にソロ名義で「ロックの殿堂」入り。

## 人物
1970年代にはプログレッシブ・ロック・バンド「ジェネシス」のボーカリストとしてライブに劇場的効果を導入し、奇抜なファッション（衣装やメイク）でのパフォーマンスで一躍有名となる。ソロ活動を開始してからはワールドミュージックの普及に精力を尽くすとともに、自らの音楽にも大胆に取り入れてきた。また、技術革新を生かした創作活動にも積極的に取り組んでいる。
寡作家であり、1990年代以降はアルバム発表のインターバルが長くなっている。サウンドトラック等の企画盤の制作依頼や、様々なイベント参加もその要因である。一方、ジェネシス再結成の噂は幾度となく取り沙汰されてきたが、2006年に発表された再結成ツアーには不参加となった。

## 来歴
イングランド・サリー州ウォキング近郊のチョバム（英語: Chobham）で、発明好きの電気技師の父ラルフと音楽家の家系の母エディス（旧姓アレン）の元に生まれた。サリーに農場を持つなど比較的裕福であった一家は、ガブリエルをパブリックスクール（名門私立学校）である全寮制のチャーターハウス・スクールに入学させたが、そこでの旧式で厳格な生活はガブリエルにとって馴染めないものであった。ガブリエルは最も好きな映画のひとつとして、パブリックスクール内での陰湿なハラスメント・暴力への反抗を描いたリンゼイ・アンダーソン監督の映画『If もしも....』（1968年）を挙げている。
ドラムを叩くことに精神的活路を見出した彼は、1967年にチャーターハウスの仲間であるアンソニー・フィリップス、マイク・ラザフォード、トニー・バンクス、クリス・スチュワートと共にロック・バンド、ジェネシス（Genesis）を結成する。ガブリエルは、後にフィル・コリンズやスティーヴ・ハケット等が在籍することになるバンドのボーカリストとして中心的な役割を果たした。

### ジェネシス在籍時

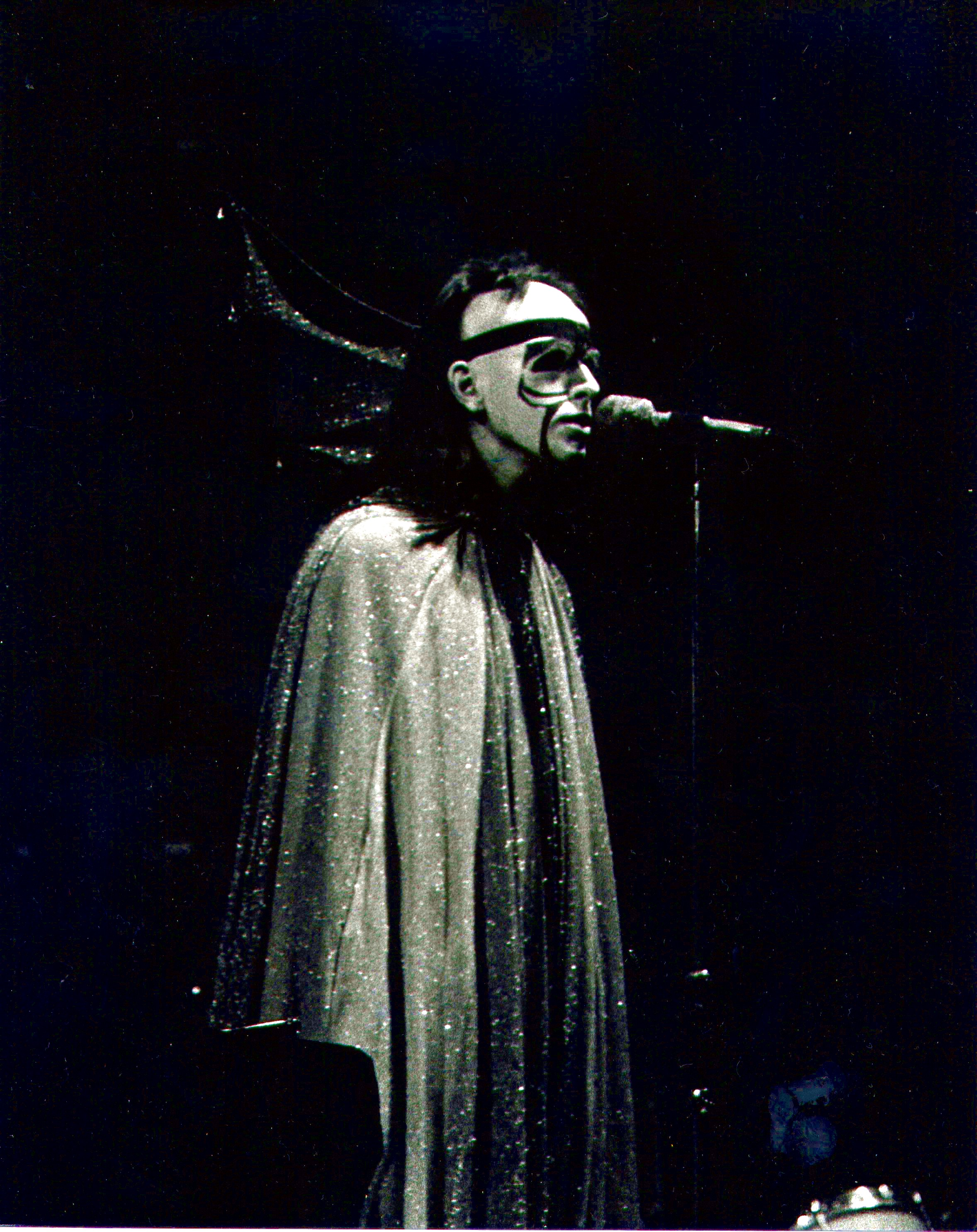
ジェネシス時代 (1974年)

1969年にデビューを果たしたジェネシスは、2作目のアルバム『侵入』（1970年）以降、当時隆盛期を迎えつつあったプログレッシブ・ロックの有力バンドの一つとしてヨーロッパ中で名声を得ていった。
ガブリエルがジェネシスの音楽を視覚化するために、1972年発表のアルバム『フォックストロット』の楽曲から取り入れ始めたというライブでの奇抜な衣装やメイク、そして演劇性を取り入れたステージングは大きな注目を集めた。

### ソロ・キャリア

#### 主な沿革

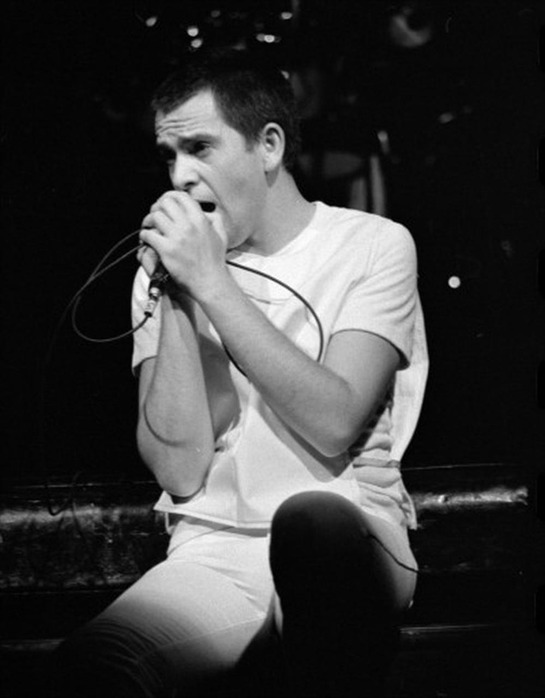
ソロ転向初期 (1978年)

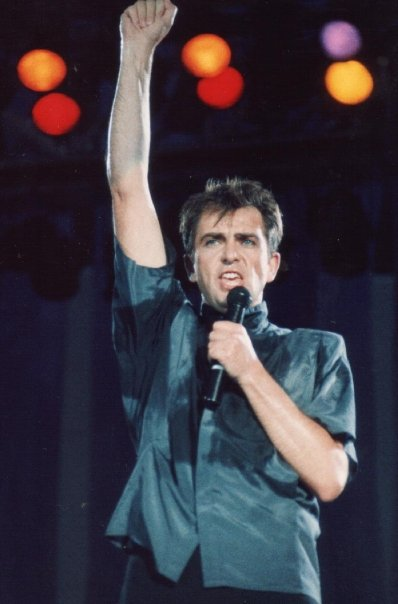
(1986年)

1975年、音楽性及びプライベートな理由（結婚や妻の出産など）でグループを脱退し、音楽活動を一時休止。その後、1977年にソロとして活動を再開した。1977年の「ソールズベリー・ヒル」は、後年にクラシック・ロック・ラジオでオンエアされるようになった。ソロ・アルバムはロバート・フリップやトニー・レヴィン、ケイト・ブッシュ等の参加もあり、作品を重ねるごとにジェネシス色を払拭していった。
『ピーター・ガブリエル III』（1980年）や『ピーター・ガブリエル IV』（1982年）といったアルバムでは、当時の最新シンセサイザーや民族音楽の導入によって独自の音楽世界を構築した。特に南アフリカ共和国の民族運動家、スティーヴ・ビコのことを歌った『ピーター・ガブリエル III』収録の「ビコ」は代表曲のひとつになった。
R&Bの要素を取り入れた1986年のアルバム『So』は大ヒットを記録。シングルカットされたブルー・アイド・ソウル曲「スレッジハンマー」は、プロモーション・ビデオがMTV等で話題を呼んだ。同曲は、ジェネシスの「インヴィジブル・タッチ」を1位から引き摺り下ろして、1986年7月26日付のビルボード・シングルチャートで1位に輝いた。1987年には「ビッグ・タイム」もヒットしている。
映画のサウンドトラック制作にも関わっており、1980年代には『バーディー オリジナル・サウンドトラック』（1984年）や『パッション』（1989年）などのアルバムを発表している。1990年には、ベスト・アルバム『シェイキング・ザ・トゥリー』を発売。1992年、6年ぶりのオリジナル・アルバム『Us』を発表。彼は1993年に、やはりブルー・アイド・ソウル曲の「スティーム」をヒットさせた。『Us』発表後に行われた1993年の「シークレット・ワールド・ツアー」では、劇作家・俳優・映画監督のロベール・ルパージュを演出に起用し、テクノロジーと演劇性が融合したステージを披露した。ツアーの模様はライブ・アルバムやビデオ（現在はDVD版）で発売されている。
2000年にはイベントのサウンドトラック・アルバム『OVO』、2002年には映画『裸足の1500マイル』のサウンドトラック『LONG WALK HOME』を制作している。2002年に久々の新作『UP』を発表。その後、2本のワールドツアー「グローイング・アップ・ツアー」と「スティル・グローイング・アップ・ツアー」を開催している。
2006年のトリノオリンピックの開会式では、オノ・ヨーコのスピーチを引き継いでジョン・レノンの「イマジン」を披露した。
2008年、アニメ映画『ウォーリー』の主題歌「ダウン・トゥ・アース」を発表。第66回ゴールデングローブ賞主題歌賞と第81回アカデミー賞歌曲賞にノミネートされ、第51回グラミー賞では最優秀歌曲賞（映画・テレビ部門）を受賞した。2010年、ジェネシス名義で「ロックの殿堂」入り。8年ぶりのスタジオ・アルバムとなるカバー・アルバム『スクラッチ・マイ・バック』をリリース。
2011年、自身の楽曲にオーケストラ・アレンジを施したセルフカバー集『ニュー・ブラッド』をリリース。2014年、ソロ名義で「ロックの殿堂」入り。
2023年12月、21年ぶりのオリジナル10thアルバム『i/o』をリリース。1986年の『So』以来、37年ぶりに全英チャート1位を記録した。

#### ワールド・ミュージックへの傾倒

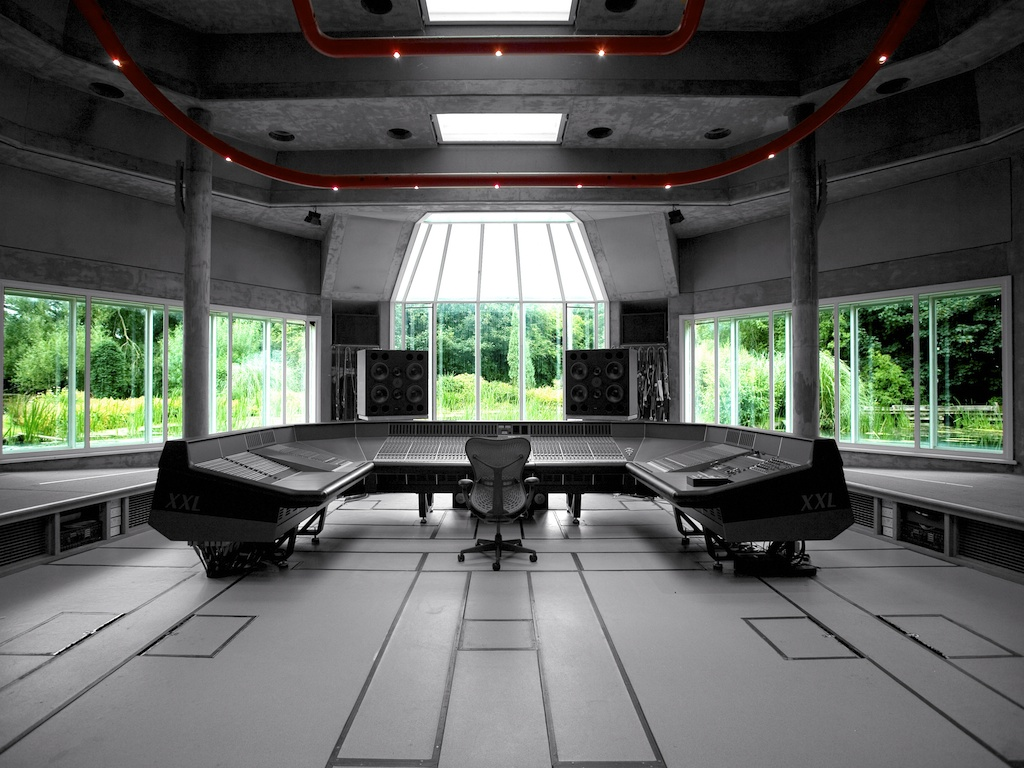
リアル・ワールド・スタジオの室内

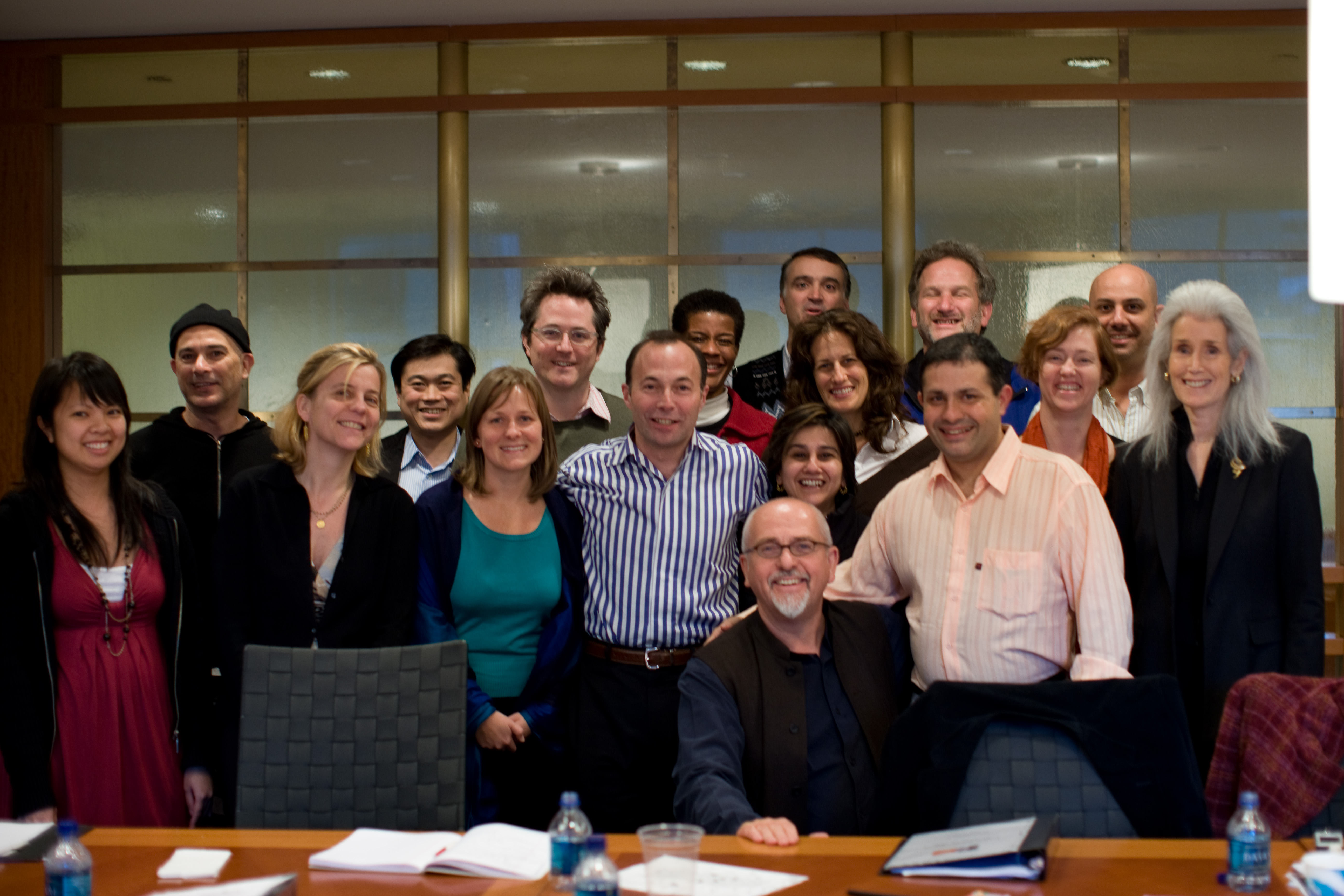
ピーターとWITNESSプロジェクトの面々 (2008年)

ワールドミュージックに傾倒していることでも知られ、1982年以来、「ウォーマッド」（WOMAD, World of Music, Arts and Dance）フェスティバルを主宰し、ワールドミュージックの普及に貢献している。初回こそ商業的に大失敗して大赤字を出したが、現在では、世界最大規模のワールドミュージック・フェスティバルとして知られている。
さらにウィルトシャー州ボックスにリアル・ワールド・スタジオを建設すると共に、1988年にはワールドミュージックのレーベル、リアル・ワールド・レコードを立ち上げている。これらの活動によって、ヌスラット・ファテ・アリ・ハーン、ユッスー・ンドゥール等のアジアやアフリカの多くのミュージシャンをヨーロッパ世界に紹介するのに大きな役割を果たした。

#### 多方面への活動展開
また、音楽の他にもメディアアートなど最新の技術を取り入れた創作活動に興味を持っていたガブリエルは、プロモーション・ビデオ製作にも積極的で、そこに曲の宣伝目的以上の芸術的価値を見出していた。アニメーションを多用して作られた前述の「スレッジハンマー」（スティーヴン・ジョンソン監督）のプロモーション・ビデオは評判を呼び、1987年のMTVミュージック・ビデオ・アワーズのベストビデオに選ばれている。同じ年には、メディアアートの世界的祭典であるアルス・エレクトロニカにおいてコンピュータ・ミュージック部門で最初のゴールデン・ニカ賞（グランプリ）を受賞している。
1993年にはCD-ROMとして公開されたマルチメディア作品『エクスプローラ1』を、1996年には『イヴ』を発表した。その他にも、いち早くオンデマンドの音楽配信会社「OD2」の設立に加わったり、iTunesでプレイリストを自動作成するためのアプリケーション「The Filter」の開発に携わるなど、新しい技術にも率先して関わり続けている。

#### 人権・政治活動
人権活動にも積極的に携わっており、1980年代にはアムネスティ・インターナショナル支援のいくつかのコンサートに参加したほか、1992年にはビデオと通信メディアを利用して人権侵害を監視しようというWITNESSプロジェクトをリーボック人権基金と共に設立している。2004年には、デジタル時代におけるミュージシャンの立場を守るための組合『MUDDA』をブライアン・イーノと共に立ち上げている。
政治活動にも熱心で、1992年の血の日曜日事件20周年に際しては犠牲者の無実の承認や責任者の追求を求め、労働党国会議員や映画監督ケン・ローチなど他の左派の著名人とともに、ロンドンでの抗議デモを支持した。
1997年の総選挙では、「当時のトーリー党〔＝保守党〕政権を倒すことに貢献したかった」としてトニー・ブレア率いる労働党を支持し、労働党への献金リストにも名を連ねている。
しかし2003年のイラク戦争参戦の決定に失望し、以降はブレア政権から距離を置くようになった。
2010年、左翼系ガーディアン紙はガブリエルを小選挙区制から比例代表制への移行の「筋金入りの主唱者」と紹介し、2013年には旧態依然の政党政治を変革するために電子投票にこれまで以上に興味をもつようになったと表明している。
2016年のイギリスの欧州連合離脱（ブレグジット）を問う投票では残留を支持した。
2005年の選挙では、イングランド・ウェールズ緑の党候補へ楽曲のカバーを行う特別な許可を与えた。
一方、2012年に保守系ラジオDJラッシュ・リンボーが人権活動家サンドラ・フルーク（英語: Sandra Fluke）を攻撃したとき、自らの楽曲を使用したことを非難した。
パレスチナ問題に関しては二国家解決（パレスチナ国家承認）を支持し、2014年にガザ地区人道支援団体支援のためのコンピレーション・アルバム『2 Unite All』に曲を寄稿した。
長年に渡り論争を呼んでいる第一次世界大戦時のアルメニア人虐殺に関してはトルコ政府が組織的ジェノサイドであったことを認めるよう主張し、2020年ナゴルノ・カラバフ紛争においても、トルコのエルドアン大統領によるアゼルバイジャン支援を批判した。

### 私生活
1971年、21歳のとき、ウルヴァーコートのムーア男爵フィリップ・ムーア（英語: Philip Moore, Baron Moore of Wolvercote）の娘ジル (Jill) と結婚し、2人の娘アンナ＝マリー (Anna-Marie) とメラニー (Melanie) をもうけた。メラニーはミュージシャンとなり、2002年より父親のバックボーカリストも務めている。ジルとの結婚生活は思わしくなく、1987年に離婚に至った。女優ロザンナ・アークエット、歌手シネイド・オコナーなどとの交際の後、2002年にメイブ・フリン (Meabh Flynn) と再婚した。メイブとの間にアイザック・ラルフ (Isaac Ralph) とリュック (Luc) の2人の息子がいる。

### ギャラリー

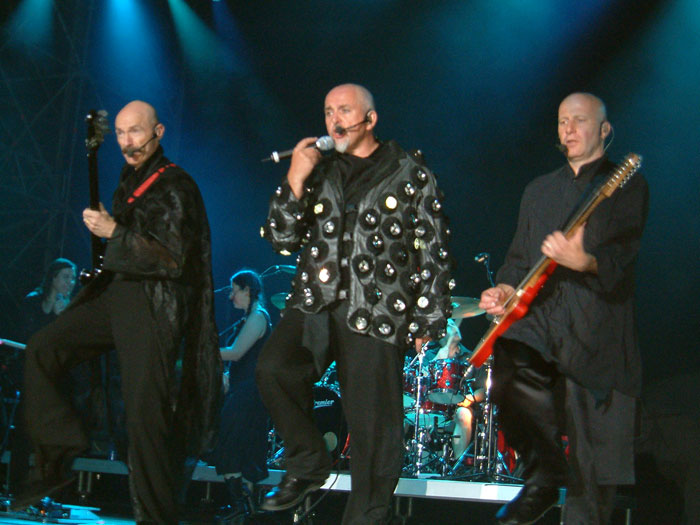
ドイツ・カイザースラウテルン公演（2004年）
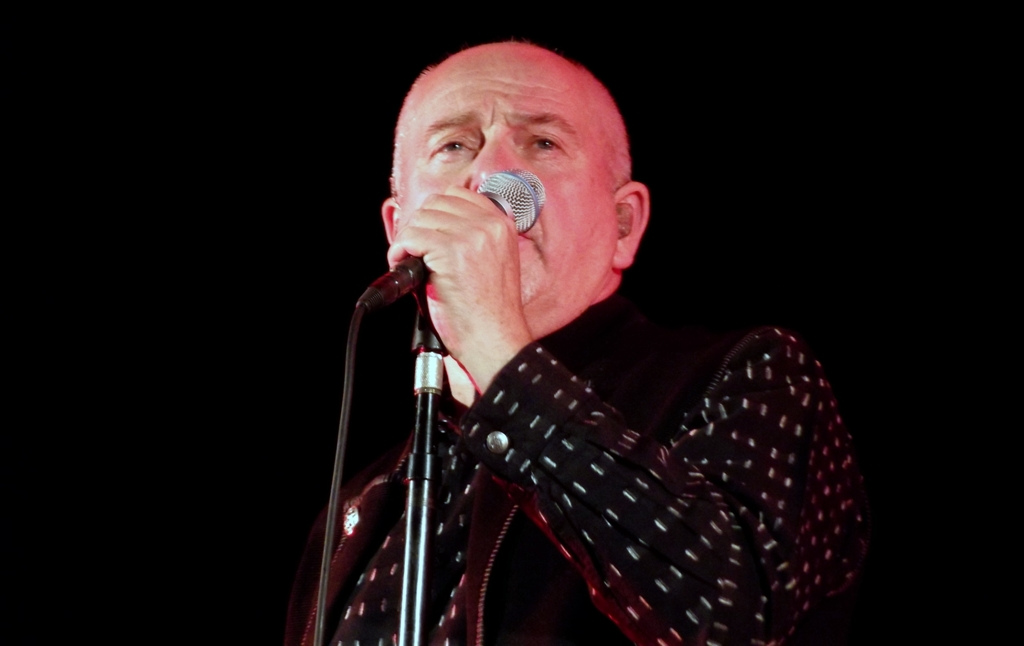
ポーランド・アウシュヴィッツ公演（2012年）
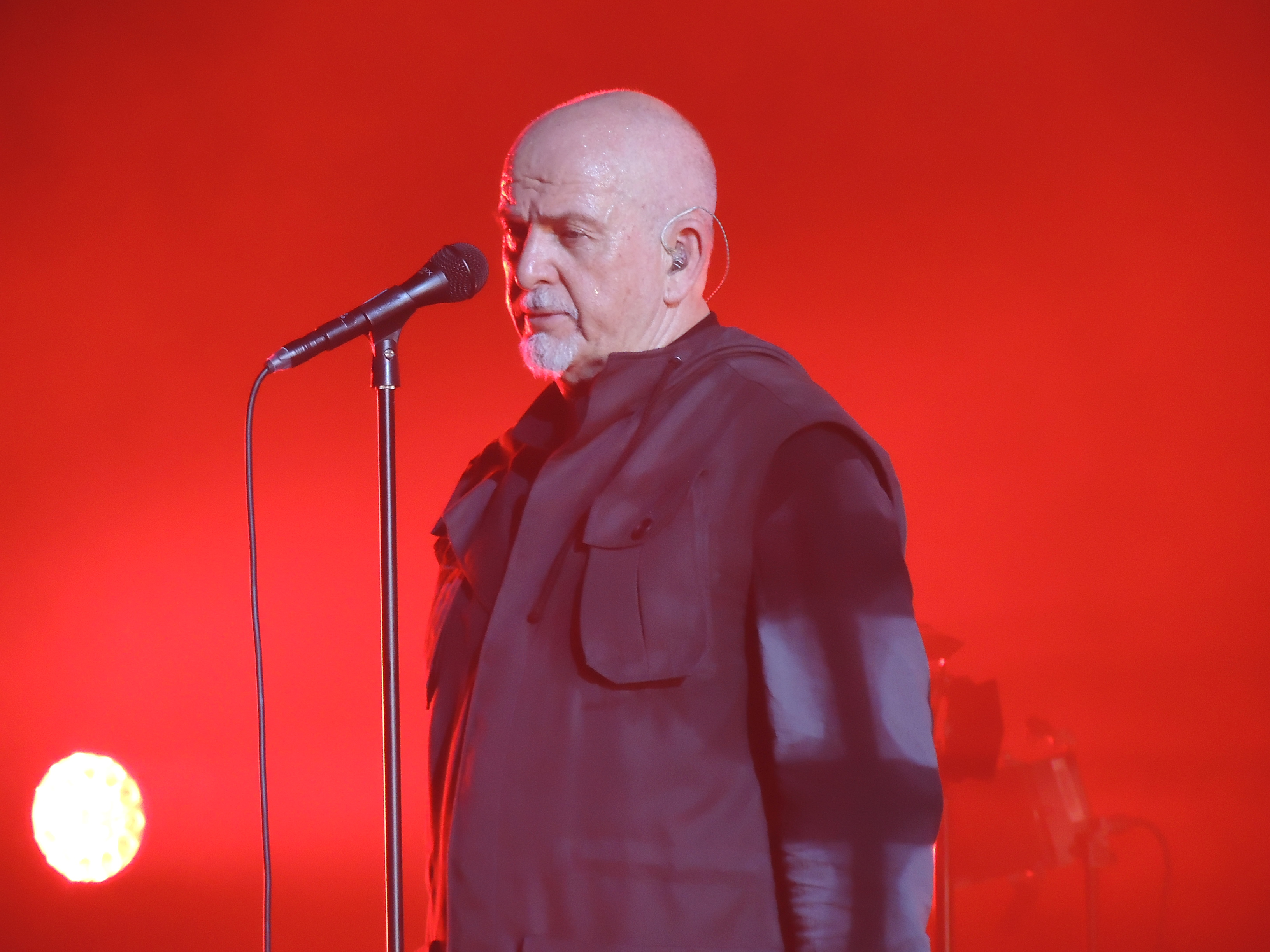
「Back to the Front」ツアー（2014年）
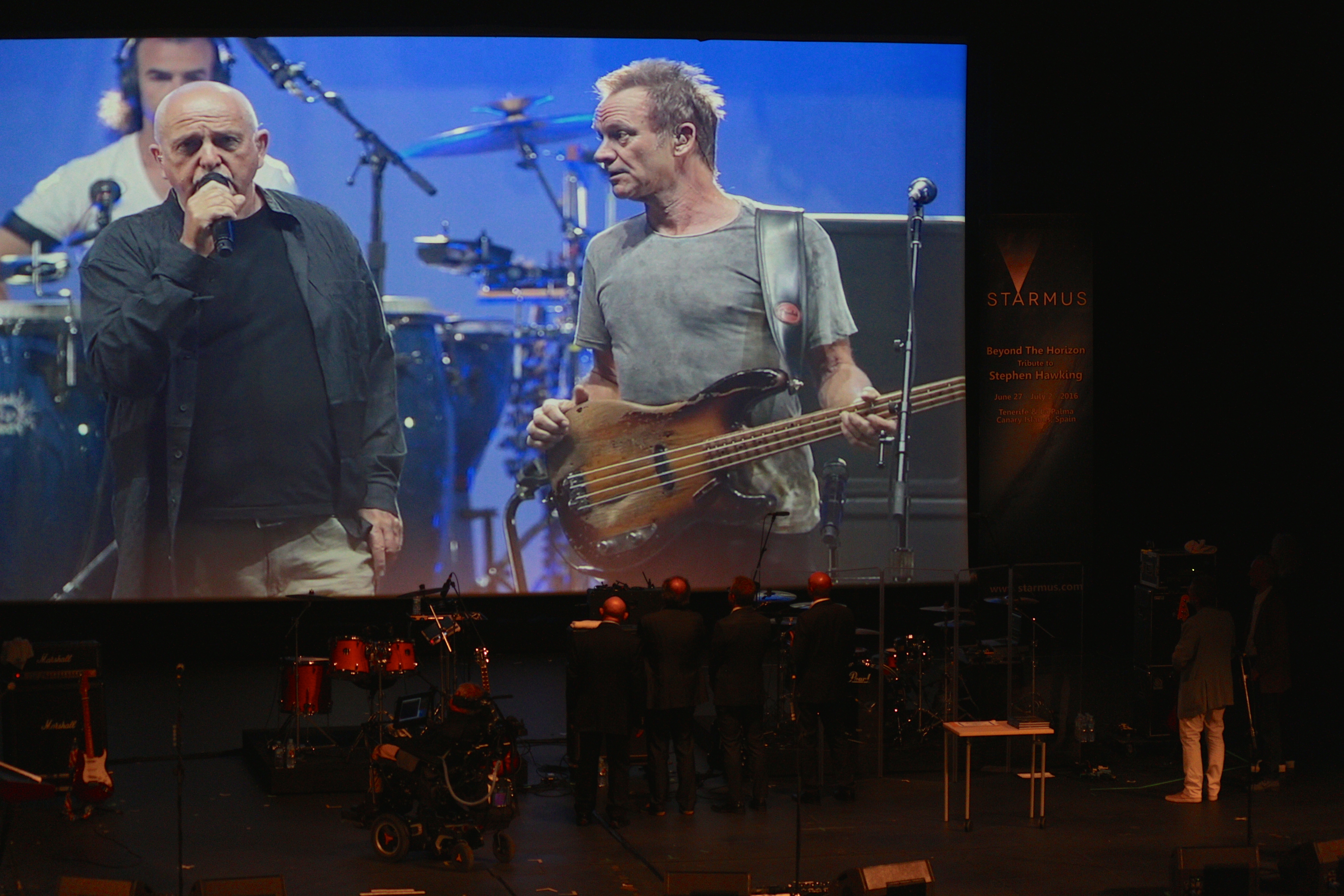
スティングと共演（2016年）
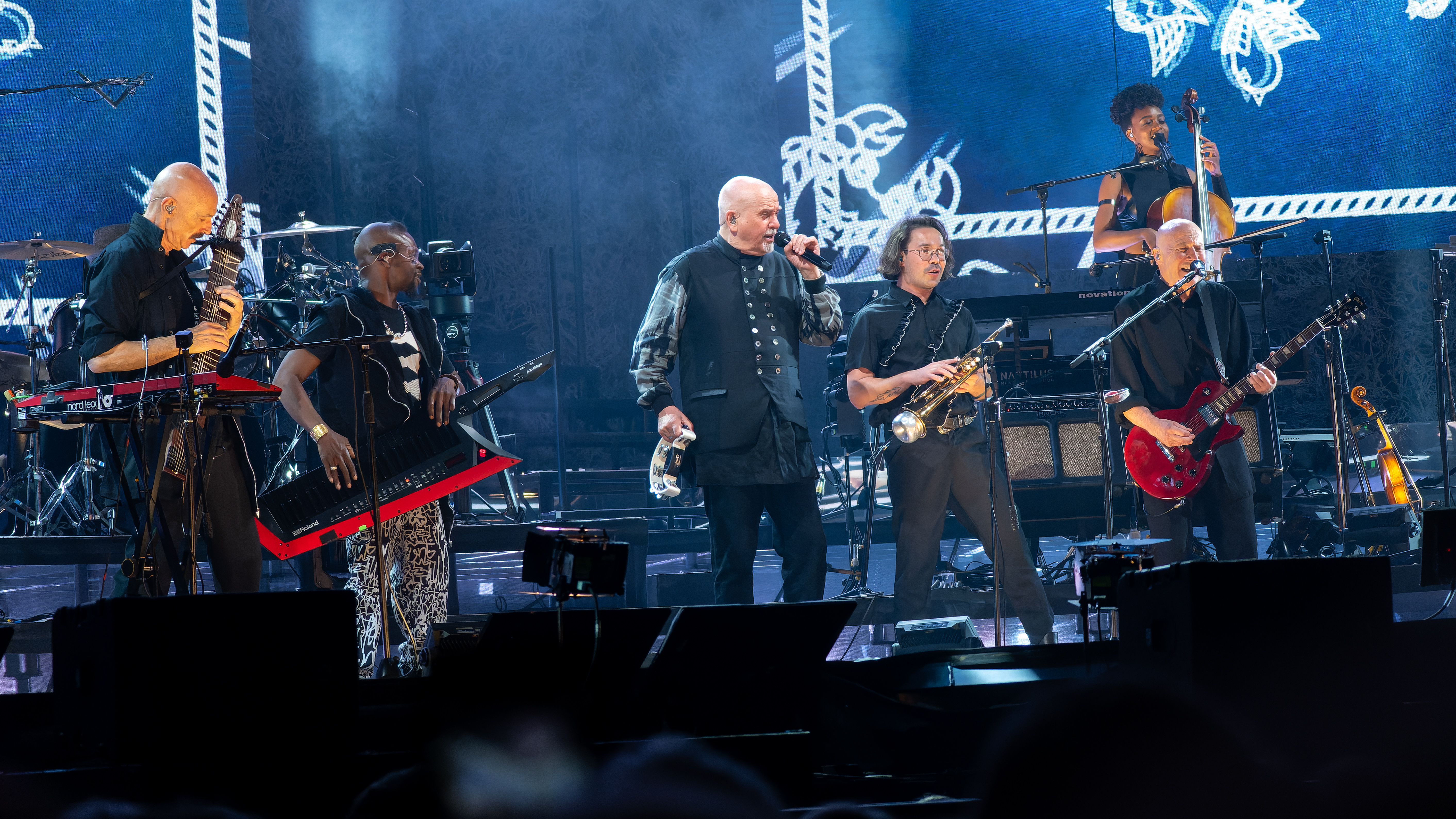
「i/o」ツアー（2023年）

## ディスコグラフィ

### スタジオ・アルバム
| 発売   | タイトル                                         | 順位(英) | 順位(米) | 認定(英)    | 認定(米)    |
| ------ | ------------------------------------------------ | -------- | -------- | ----------- | ----------- |
| 1977年 | ピーター・ガブリエル Peter Gabriel (Car)         | 7位      | 38位     | Gold        |             |
| 1978年 | ピーター・ガブリエル II Peter Gabriel (Scratch)  | 10位     | 45位     |             |             |
| 1980年 | ピーター・ガブリエル III Peter Gabriel (Melt)    | 1位      | 22位     | Gold        | Gold        |
| 1982年 | ピーター・ガブリエル IV Peter Gabriel (Security) | 6位      | 28位     | Gold        | Gold        |
| 1986年 | So                                               | 1位      | 2位      | 3× Platinum | 5× Platinum |
| 1992年 | Us                                               | 2位      | 2位      | Platinum    | Platinum    |
| 2002年 | UP Up                                            | 11位     | 9位      | Silver      |             |
| 2010年 | スクラッチ・マイ・バック Scratch My Back         | 12位     | 26位     |             |             |
| 2011年 | ニュー・ブラッド New Blood                       | 22位     | 30位     |             |             |
| 2023年 | i/o                                              | 1位      | 99位     |             |             |

### ライブ・アルバム
| 発売   | タイトル                                         | 順位(英) | 順位(米) | 認定(英) | 認定(米) |
| ------ | ------------------------------------------------ | -------- | -------- | -------- | -------- |
| 1983年 | プレイズ・ライヴ Plays Live                      | 8位      | 44位     |          |          |
| 1994年 | シークレット・ワールド・ライヴ Secret World Live | 10位     | 23位     | Silver   | Gold     |
| 2012年 | ライヴ・ブラッド Live Blood                      | 195位    | -        |          |          |

### コンピレーション・アルバム
| 発売   | タイトル                                                           | 順位(英) | 順位(米) | 認定(英)    | 認定(米)    |
| ------ | ------------------------------------------------------------------ | -------- | -------- | ----------- | ----------- |
| 1990年 | シェイキング・ザ・トゥリー Shaking the Tree: Sixteen Golden Greats | 11位     | 48位     | 2× Platinum | 2× Platinum |
| 2003年 | HIT Hit                                                            | 29位     | 100位    | Gold        |             |
| 2019年 | レイテッド PG Rated PG                                             |          |          |             |             |
| 2019年 | Flotsam and Jetsam                                                 |          |          |             |             |

### サウンドトラック
| 発売   | タイトル                                                         | 順位(英) | 順位(米) | 認定(英) | 認定(米) | 備考 |
| ------ | ---------------------------------------------------------------- | -------- | -------- | -------- | -------- | --- |
| 1984年 | バーディー オリジナル・サウンドトラック Birdy                    | 51位     | 162位    |          |          | アラン・パーカー監督の同名映画『バーディ』のサントラ盤。これまでの発表曲のインスト・バージョンが収録されている。 |
| 1989年 | パッション Passion                                               | 29位     | 60位     |          | Gold     | マーティン・スコセッシ監督の映画『最後の誘惑』のサントラ盤。リアル・ワールド・レーベルの第1作となった。          |
| 2000年 | OVO                                                              | 24位     | -        |          |          | 2000年にロンドンのミレニアム・ドームで行われたショーのサントラ盤。                                               |
| 2002年 | LONG WALK HOME Long Walk Home: Music from the Rabbit-Proof Fence | -        | -        |          |          | フィリップ・ノイス監督の映画『裸足の1500マイル』のサントラ盤。                                                   |

### 映像作品
| 発売   | タイトル                                                                                  | 備考                                                                                         |
| ------ | ----------------------------------------------------------------------------------------- | -------------------------------------------------------------------------------------------- |
| 1987年 | CV                                                                                        | 『So』の楽曲を中心としたプロモーション・ビデオ集。                                           |
| 1990年 | POV                                                                                       | 1987年の『So』ツアーの模様を収録したビデオ作品。未DVD化。                                    |
| 1994年 | シークレット・ワールド・ライヴ Secret World Live                                          | 1992年 - 1993年に開催された「Secret World Tour」の模様を収録。                               |
| 2003年 | グローイング・アップ・ライヴ Growing Up Live                                              | 2002年 - 2003年に開催された「Growing Up Tour」の模様を収録。                                 |
| 2004年 | プレイ・ザ・ビデオ Play                                                                   | プロモーション・ビデオ集。                                                                   |
| 2005年 | ア・ファミリー・ポートレイト A Family Portrait - A Film By Anna Gabriel                   |                                                                                              |
| 2005年 | スティル・グローイング・アップ - ライヴ & アンラップト Still Growing Up: Live & Unwrapped |                                                                                              |
| 2011年 | ニュー・ブラッド - ライヴ・イン・ロンドン New Blood: Live in London                       | 2010年に開催された「New Blood Tour」の模様を収録。                                           |
| 2013年 | ライヴ・イン・アテネ1987 Live in Athens 1987                                              | 『POV』の増補盤。『So』発売翌年、1987年に開催されたツアーの模様を収録。                      |
| 2014年 | Back to Front: Live in London                                                             | 2013年10月21日、22日、「Back to Front Tour」からロンドンにあるThe O2でのライブの模様を収録。 |

### ジェネシス
- 『創世記』 - From Genesis to Revelation (1969年)
- 『侵入』 - Trespass (1970年)
- 『怪奇骨董音楽箱』 - Nursery Cryme (1971年)
- 『フォックストロット』 - Foxtrot (1972年)
- 『月影の騎士』 - Selling England By The Pound (1973年)
- 『ライヴ』 - Genesis Live (1973年)
- 『眩惑のブロードウェイ』 - The Lamb Lies Down On Broadway (1974年)

## 日本公演
- 1986年 JAPAN AID
TBS主催、国際連合公認のチャリティー・イベント
1986年12月20日、21日 - 明治神宮球場
- 1988年 A CONCERT FOR HUMAN RIGHTS NOW!
国際人権団体アムネスティ主催のチャリティー・イベント
1988年9月27日 - 東京ドーム
- 1994年 SECRET WORLD TOUR
初の単独来日公演
1994年3月7日、8日 - 日本武道館
1994年3月10日 - 大阪城ホール

## 関連人物
- ケイト・ブッシュ
- フィル・コリンズ
- トニー・バンクス (ミュージシャン)
- マイク・ラザフォード
- ロバート・フリップ